# Factory Benelux
Factory Benelux est une filiale du label de musique indépendant Factory Records fondée à Bruxelles, en Belgique, en 1980, par Tony Wilson.

## Naissance du label
Le 26 avril 1980, Tony Wilson accompagne plusieurs groupes de Factory Records qui se produisent en concert à Bruxelles. Wilson, qui veut ouvrir son label vers le continent, décide, avec Michel Duval et Annik Honoré, qui dirigent la salle de concert le Plan K, de créer une branche en Belgique du label qui s'appellera « Factory Benelux ».
Les premiers disques sortent sous la double étiquette de Factory Benelux et les disques du crépuscule: Shack Up de A Certain Ratio, suivis de singles de The Durutti Column et Section 25. Peu après, les disques du crépuscule sont créés par Duval et Honoré et les deux labels mènent chacun leur propre existence.

## Le catalogue
Le catalogue du label montre ses liens avec la maison mère de Manchester. Sont publiés des disques des Stockholm Monsters, The Durutti Column, A Certain Ratio, Crispy Ambulance, Quando Quango, mais aussi New Order, avec le single séminal Everything's Gone Green, en novembre 1981. Les disques Factory publiés en Belgique portent le matricule FBN.
La scène belge est représentée par The Names, présents aussi sur les disques du crépuscule, qui sortent notamment le 45 tours Night Shift, produit par Martin Hannett.
Factory Benelux a cessé son activité en 1986.

## Compilation
- Auteur Labels factory benelux 1980-1985. Cd, LTM (2008)